# Alliance des crus bourgeois du Médoc

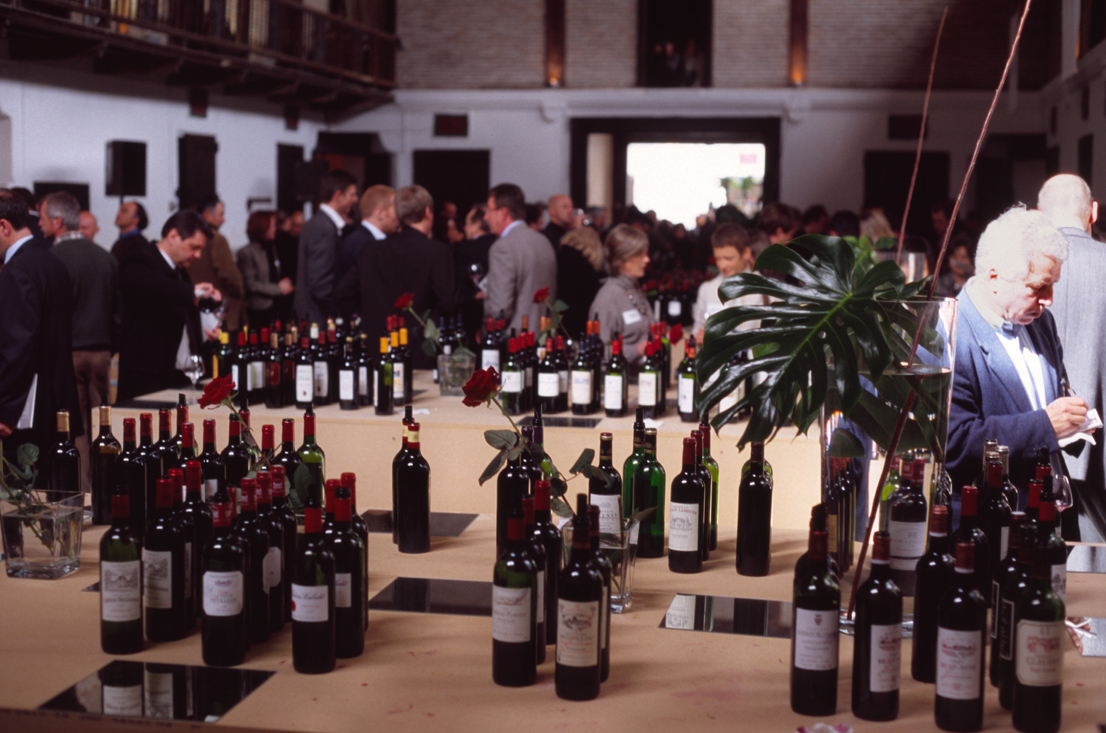
Dégustation en primeurs des crus bourgeois 2007 au château de Malleret.

L’Alliance des crus bourgeois du Médoc est un syndicat de producteurs de vin de Bordeaux regroupant la majorité des crus bourgeois du Médoc distingués par le classement de 2003. Le but de L’Alliance (depuis mars 2004 présidée par Thierry Gardinier du château Phélan Ségur) est la promotion collective des membres et la surveillance des règles du syndicat.

## Critères de labellisation
Les crus bourgeois ont établi une charte de qualité regroupant plusieurs critères :
- l’expédition en vrac est interdite ;
- la mise en bouteille à la propriété est obligatoire ;
- le suivi aval qualité annuel est obligatoire (dont la collecte sur lieux de vente et la dégustation à l’aveugle) ;
- le rendu mise est placé sous la direction, le contrôle et la responsabilité du producteur, en attendant son abandon définitif à partir du millésime 2005 ;
- les bouteilles de vin doivent être lourdes, les bouteilles allégées, légères, standard et de tradition allégée sont interdites ;
- la mise en marché devra être obligatoirement postérieure au 1er janvier de la 2e année suivant la récolte.

De nombreux membres appliquent les nouvelles règles d’étiquetage obligatoires pour tous à partir du millésime 2006. En conséquence :
- la référence à une cuvée est interdite pour un cru bourgeois ;
- les ajouts de mentions dites libres et informatives (vieilles vignes, élevé en fût…) sont interdits sur l’étiquette frontale ;
- l'apposition de la mention, suivie de son classement est obligatoire sur la bouteille.

L'arrêté ministériel du 17 juin 2003 homologue le premier classement officiel des crus bourgeois du Médoc. Il consacre 247 crus sur 490 candidats. Il établit une hiérarchie selon trois catégories : 
- 151 crus bourgeois ;
- 87 crus bourgeois supérieurs ;
- 9 crus bourgeois exceptionnels.

## Annulation du classement
Le classement est applicable à compter du millésime 2003 et révisable tous les 12 ans. Cependant, certains domaines reclassés ont engagé un recours en justice, et la cour administrative d'appel de Bordeaux, le 27 février 2007, a définitivement annulé le classement de 2003,, laissant l'Alliance des crus bourgeois dans l'incertitude.
Un nouveau classement est établi le 20 février 2020 pour cinq ans (millésimes 2018 à 2022). 